# والي شرايبر
والي شرايبر (بالألمانية: Wallace Schreiber)‏ هو لاعب هوكي الجليد كندي وألماني، ولد في 15 أبريل 1962 في إدمونتون في كندا.

## وصلات خارجية
- والي شرايبر على موقع دوري الهوكي الوطني (الإنجليزية)
- والي شرايبر على موقع EliteProspects.com (الإنجليزية)
- والي شرايبر على موقع HockeyDB.com (الإنجليزية)
- والي شرايبر على موقع Hockey-Reference.com (الإنجليزية)
- والي شرايبر على موقع أوليمبيديا (الإنجليزية)